# Indonesisch-osttimoresische Beziehungen
Die Staaten Osttimor und Indonesien unterhalten gutnachbarschaftliche Beziehungen.

## Geographie

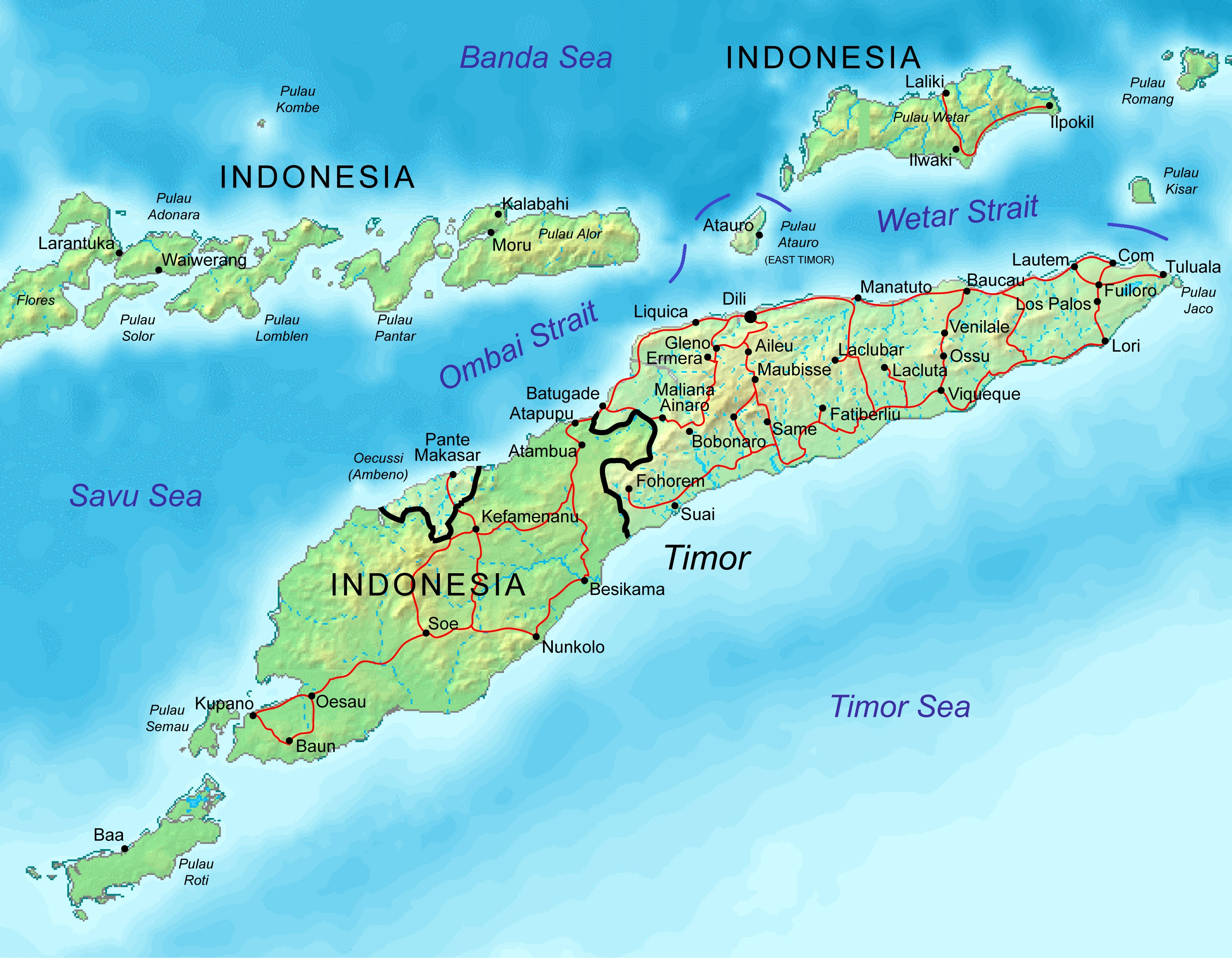
Der Staat Osttimor, das indonesische Westtimor und die indonesischen Nachbarinseln

Osttimor nimmt den Osten der Insel Timor ein. Zusätzlich gehören zu dem Land eine Exklave im Westen der Insel und zwei weitere kleine Inseln. Zu Indonesien gehören der restliche Teil Timors und alle benachbarten Inseln im Westen, Norden und Osten. Die Landgrenze zu Indonesien ist insgesamt 228 km lang. Der Grenzverlauf war seit 2006 zu 97 % festgelegt. Mit Indonesien umstritten waren zunächst die Zugehörigkeit der kleinen unbewohnten Insel Fatu Sinai (Pulau Batek), 37 Hektar zwischen Memo (Suco Tapo/Memo) und dem indonesischen Dilumil (Regierungsbezirk Belu) und Gebiete um die Exklave Oe-Cusse Ambeno (Área Cruz in Passabe, Citrana-Dreieck in Nitibe) sowie die genauen Modalitäten eines Korridors von Oe-Cusse Ambeno zum Hauptstaatsgebiet. Seit 2010 gibt es einen Sonderpass für den Verkehr im grenznahen Gebiet. Seit Ende 2009 kam es aber in Naktuka immer wieder zu Übergriffen durch indonesische Soldaten auf die dortige Bevölkerung. 2013 konnte der Streit um das Gebiet bei Memo beigelegt werden. Die Ansprüche auf die Insel Fatu Sinai hatte Osttimor zu diesem Zeitpunkt bereits aufgegeben. Am 23. Juli 2019 wurde nach einem Treffen von Osttimors Chefunterhändler Xanana Gusmão mit Wiranto, dem indonesischen Koordinierungsminister für Politik, Recht und Sicherheit, erklärt, man habe sich nun über den Verlauf der Landesgrenze geeinigt. Seit 2015 wird auch über die maritime Grenzziehung verhandelt.
Immer wieder gab es Warnungen, vor allem aus Reihen des indonesischen Militärs, dass es Bestrebungen gäbe, die Insel Timor in einem von Indonesien unabhängigen Staat zu vereinen. Allerdings gab es nie ernst zu nehmende Politiker oder Gruppierungen in Osttimor, die solch ein Groß-Timor anstrebten. Auch sind die kulturellen Unterschiede und ethnischen Zusammensetzungen in den beiden Teilen der seit 400 Jahren geteilten Insel sehr unterschiedlich.

## Geschichte

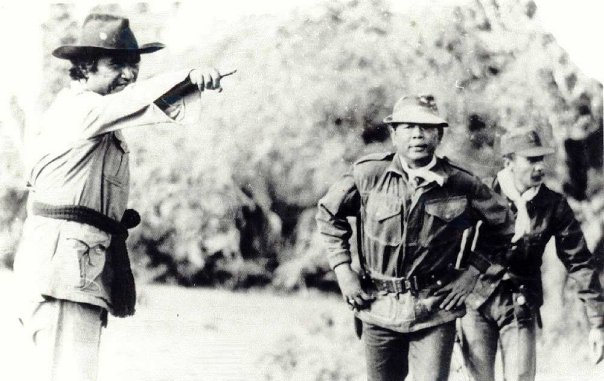
Oberst Dading Kalbuadi leitete die Invasion von Osttimor (1975)

Das Staatsgebiet Indonesiens ging 1945 aus der Kolonie Niederländisch-Indien hervor, während der Osten Timors weiterhin als Portugiesisch-Timor Kolonie blieb. Indonesien wird vorgeworfen hinter zwei Aufständen gegen die Portugiesen gesteckt zu haben, auch wenn indonesische Diplomaten vor den Vereinten Nationen 1963 erklärten, dass ihr Land kein Interesse an Gebieten außerhalb des ehemaligen Niederländisch-Ostindien habe. Portugiesisch-Timor wurde hier explizit genannt. Grund dafür war auch die Bindung indonesischer Kräfte in Westneuguinea, wo man versuchte, die Kontrolle zu gewinnen. Zweifel an der Aussage blieben aber aufgrund der antikolonialen Polemik der Regierung Indonesiens. Nach der Nelkenrevolution 1974 in Portugal wurde die Kolonie auf die Unabhängigkeit vorbereitet. Die osttimoresische Partei APODETI wurde von Indonesien finanziert und propagierte den Anschluss an den großen Nachbarn. Die Unterstützung in der Bevölkerung Osttimors hielt sich dafür in Grenzen. Als es sich abzeichnete, dass die linksorientierte FRETILIN bei Wahlen wohl die Führung des Landes übernehmen würde, versuchte die konservative UDT im August 1975 einen Staatsstreich. Aus dem kurzen Bürgerkrieg ging aber die FRETILIN siegreich hervor. Die portugiesische Verwaltung hatte sich aus der Kolonialhauptstadt Dili zurückgezogen. UDT- und APODETI-Anhänger flohen nach Indonesien. In Folge besetzten indonesische Truppen, getarnt als Anhänger dieser Parteien, die Grenzregionen Osttimors. Um der Bedrohung entgegenzutreten, rief die FRETILIN am 28. November 1975 einseitig die Unabhängigkeit aus. Indonesien reagierte mit der Meldung, die Führer von UDT, APODETI und anderer Parteien hätten am 30. November 1975 die sogenannte Balibo-Deklaration unterzeichnet, in der zum Anschluss Osttimors an Indonesien aufgerufen wurde. Die Deklaration, eine Ausarbeitung des indonesischen Geheimdienstes, wurde allerdings auf Bali und nicht in Balibo, wohl auf Druck der indonesischen Regierung unterzeichnet. Die Unterzeichner waren mehr oder weniger Gefangene Indonesiens. Xanana Gusmão nannte das Papier die „Balibohong Declaration“, ein Wortspiel mit dem indonesischen Wort für „Lüge“.

Die Flagge des besetzten Osttimors (Timor Timur)

Am 7. Dezember 1975 begann mit der offenen Invasion Osttimors. 1976 erklärte Indonesien offiziell die Annexion Osttimors, was international aber weitgehend nicht anerkannt wurde. Es folgte ein 24 Jahre langer Guerillakrieg, während dessen durch Kampfhandlungen, Repressalien durch die Besatzungsmacht, Hunger und Krankheit etwa 183.000 der 800.000 Osttimoresen ums Leben kamen. Erst nach Sturz der Diktatur Suhartos erklärte sich Indonesien bereit, 1999 in Osttimor ein Unabhängigkeitsreferendum abzuhalten. Das Ergebnis fiel eindeutig zugunsten der völligen Unabhängigkeit Osttimors aus, woraufhin indonesische Sicherheitskräfte und pro-indonesische Milizen in der Operation Donner Osttimor nochmals mit einer Gewaltwelle überzogen. Ein Großteil der Bevölkerung musste entweder aus ihren Häusern fliehen oder wurde zwangsdeportiert. Weite Teile der Infrastruktur wurden zerstört.

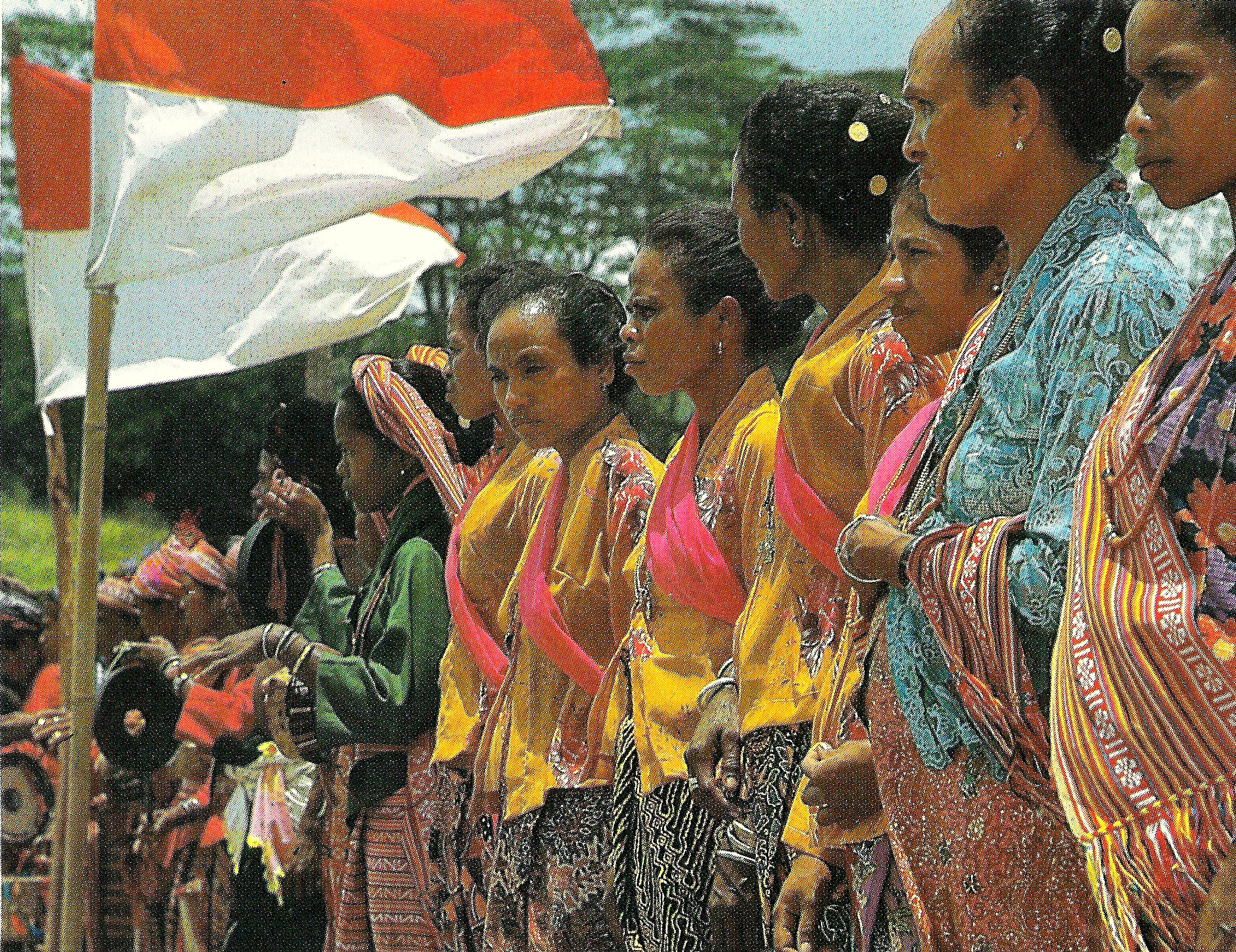
Osttimoresische Frauen auf einem indonesischen Propagandabild (1984)

Erst die Entsendung einer Internationalen Eingreiftruppe (INTERFET) sorgte wieder für Ruhe und Ordnung. Nach drei Jahren UN-Verwaltung wurde Osttimor am 20. Mai 2002 wieder in die Unabhängigkeit entlassen. Seitdem streben die führenden osttimoresischen Politiker in erster Linie eine Versöhnung mit Indonesien an, statt einer Verfolgung der begangenen Menschenrechtsverletzungen. Große Teile der Osttimoresen, Menschenrechtsorganisationen und die Katholische Kirche kritisieren dies. Auch die Arbeit der gemeinsamen Wahrheits- und Freundschaftskommission (CTF) an der Aufarbeitung der Verbrechen von 1999 fand diesbezüglich Kritik. Die von den Vereinten Nationen gegründete Empfangs-, Wahrheits- und Versöhnungskommission von Osttimor (CAVR) versuchte stattdessen auch die Täter der Verbrechen zwischen 1975 und 1999 zu dokumentieren. Die von den VN eingesetzte Serious Crimes Unit ermittelte dazu in Osttimor. Weil die Regierungen in Jakarta und Dili mit dem Gericht aber nicht zusammenarbeiten, beziehungsweise das beiderseitige Verhältnis nicht belasten wollten, wurden indonesische Verantwortliche aus Verwaltung und Militär nicht zur Rechenschaft gezogen. Bei den Unruhen in Osttimor 2006 wurde das Büro der SCU verwüstet und wichtige Beweismittel gegen indonesische Beschuldigte wurden vernichtet. Einige Tausend Osttimoresen, vor allem Kollaborateure und deren Familien, flohen nach dem Abzug der Indonesier nach Westtimor und leben nun dort teilweise unter sehr schlechten Bedingungen.

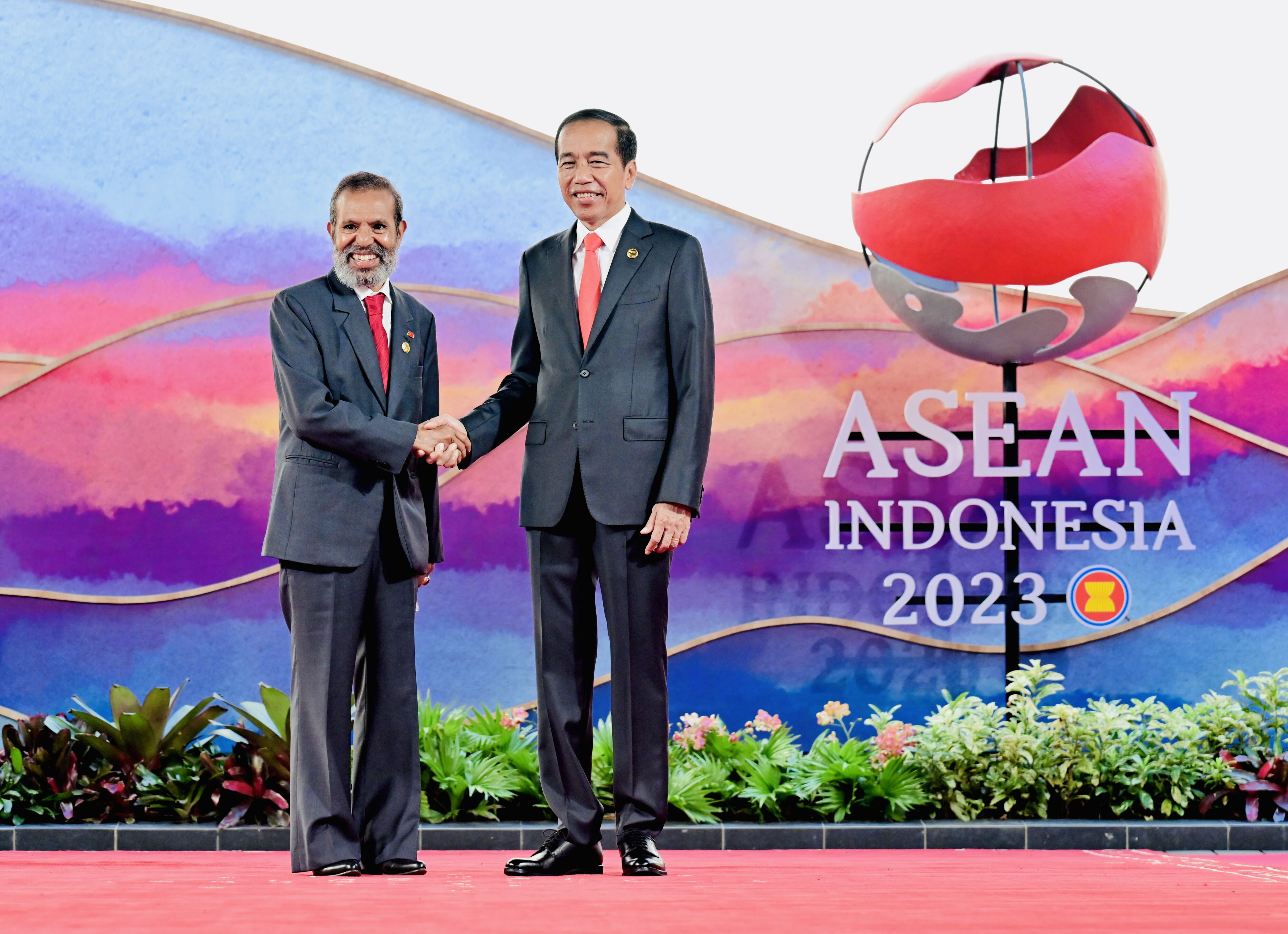
Osttimors Premierminister Taur Matan Ruak und Indonesiens Präsident Joko Widodo (2023)

Etwa 4.000 Kinder wurden in den 24 Jahren Besatzung aus Osttimor durch indonesische Soldaten, Beamte und religiöse Organisationen gebracht – meist um ihnen zu helfen, oft wurden den Eltern Versprechungen von einer guten Ausbildung der Kinder gemacht. Andere Kinder wurden von den Soldaten, die ihre Eltern getötet oder sie ihnen entrissen hatten, wie Sklaven gehalten. Nach einem geheimen Militärdokument sollten indonesische Soldaten die Überführung von Kindern nach Indonesien unterstützen, um den Islam in Osttimor zu verbreiten. Viele Kinder kamen in strenge muslimische Schulen und wurden zwangskonvertiert. Die Verschleppung war zwar nie offizielle Staatspolitik, aber bereits ein Jahr nach der Invasion hatte Präsident Suharto 23 osttimoresische Kinder in seiner Residenz in Jakarta aufgenommen. Sie wurden zu einem osttimoresischen Zweig der Suhartofamilie. Da ein Großteil nur zwei oder drei Jahre alt waren, kann man heute nur schwer ihre Familien in Osttimor wiederfinden. Zahlreiche Kinder sind auch einfach verschwunden.
Nach dem Sulawesi-Erdbeben 2018 spendete Osttimor als Zeichen der Solidarität für die Opfer in Palu 750.000 US-Dollar.

## Diplomatie

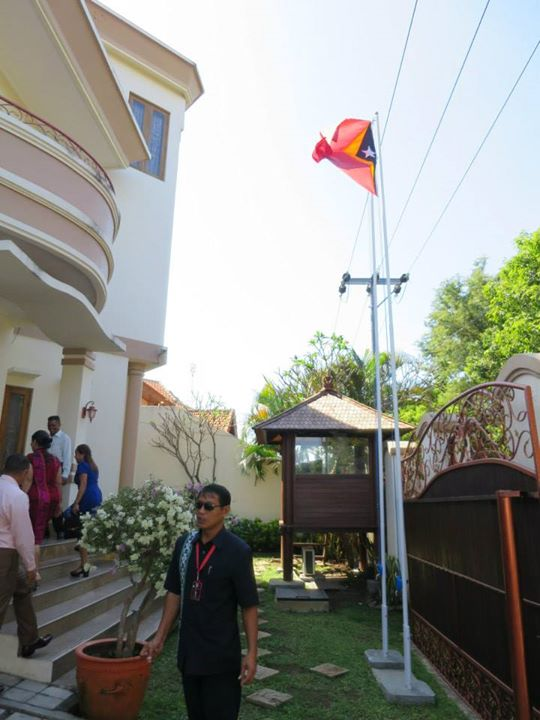
Das Generalkonsulat Osttimors in Denpasar

Osttimor unterhält in Jakarta seit Oktober 2002 eine Botschaft. Daneben gibt es Generalkonsulate in Denpasar (Bali), Atambua, Kupang (beide Westtimor) und Surabaya (Ostjava).
Indonesien hatte bereits zur portugiesischen Kolonialzeit ein Konsulat in Dili. Seit 2002 unterhält es dort eine Botschaft.
Die Beziehungen zwischen den beiden Ländern gelten, trotz diverser Probleme, allgemein als gut. Zahlreiche Abkommen regeln die Zusammenarbeit in unterschiedlichen Bereichen.

## Wirtschaft und Verkehr

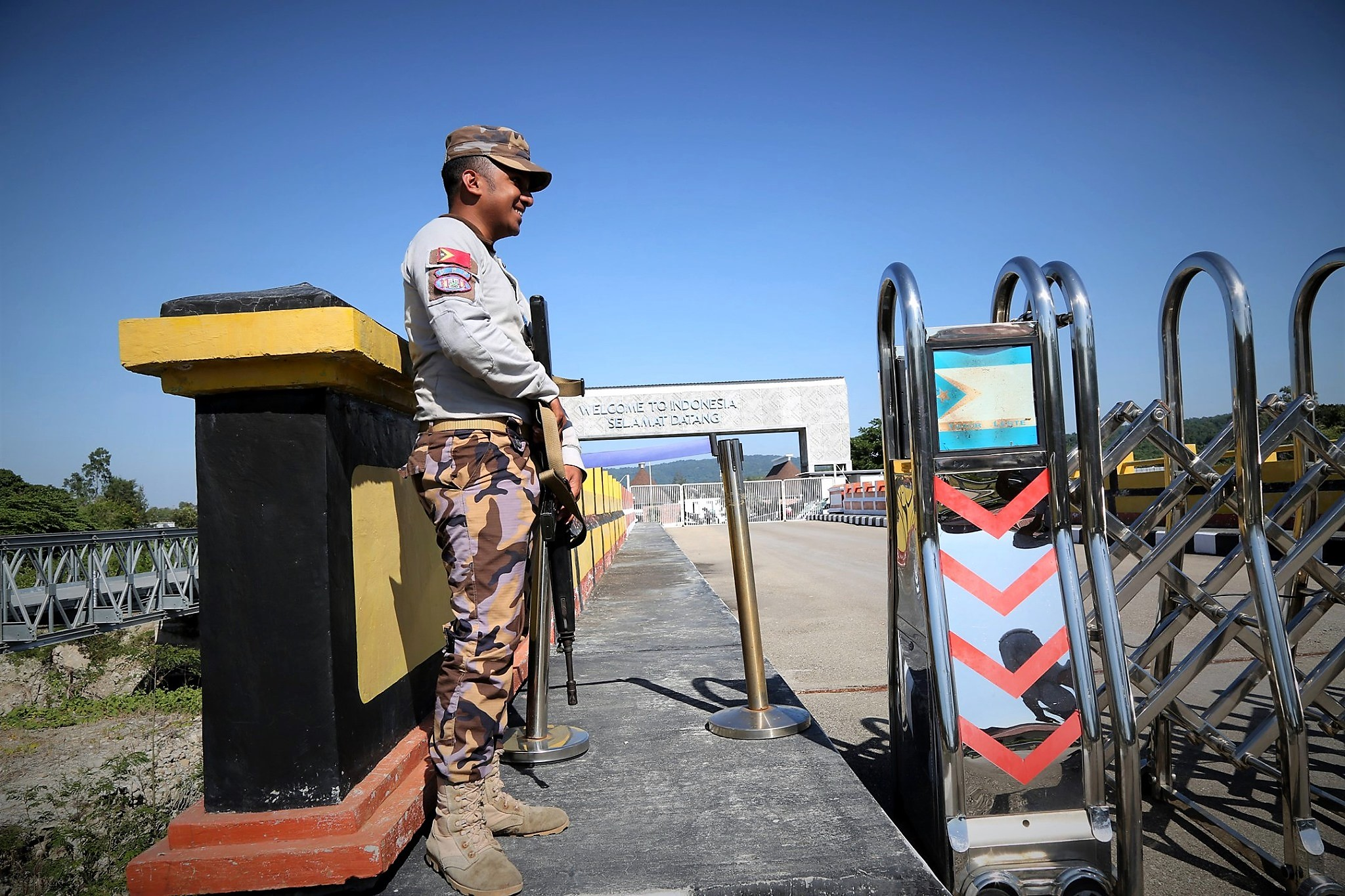
Der Grenzübergang in Motamasin

Indonesien ist Mitglied der ASEAN, der Osttimor beitreten möchte. Indonesien unterstützt dieses Ziel.
Indonesien ist mit einem Anteil von 33,3 % der wichtigste Handelspartner Osttimors beim Import verschiedener Waren. 2018 importierte Osttimor aus Indonesien Waren im Wert von 159.380.000 US-Dollar (2016: 158.594.000 US-Dollar), darunter Fahrzeuge, Treibstoffe, Lebensmittel, Zigaretten und Baustoffe. Umgekehrt exportierte Osttimor nach Indonesien Waren im Wert von 3.152.000 US-Dollar (Platz 3 der Zielländer, 2016: 453.000 US-Dollar). Davon waren im Wert von 2.020.561 US-Dollar 2.744.080 kg Kaffee. Indonesien liegt damit auf Platz 4 der Importeure von osttimoresischem Kaffee. Dazu kommen Reexporte von Osttimor nach Indonesien im Wert von 5.243.000 US-Dollar (Platz 3).
Vom Flughafen Presidente Nicolau Lobato in Dili gibt es Verbindungen nach Kupang, Denpasar und Jakarta. Vom Kernland Osttimors aus gibt es einen Grenzübergang in Mota’ain, nah der Nordküste, und in Motamasin, an der Südküste zum indonesischen Westtimor hin. Ein regelmäßiger Busverkehr fehlt. Von der osttimoresischen Exklave Oe-Cusse Ambeno aus führen Grenzübergange bei Napan/Bobometo, Sacato/Wini und Passabe nach Westtimor. Allerdings sind nur Bobometo und Sacato legale Übergänge.
Traditionell gab es einen regen Handel zwischen dem osttimoresischen Tutuala und den indonesischen Leti-Inseln, unter anderem mit Batik-Sarongs. Seit der Unabhängigkeit Osttimors 2002 ist der Handel über die nationalen Grenzen zurückgegangen.

## Einreisebestimmungen
Für Osttimoresen gilt in Indonesien Visafreiheit.

## Kultur

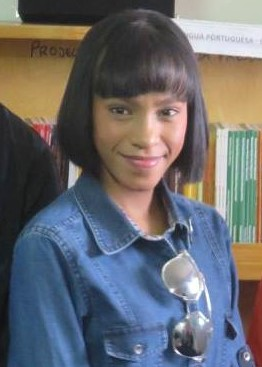
Maria Vitória (2017)

Bahasa Indonesia gilt in Osttimor als Arbeitssprache. Als Folge der Besatzungszeit können noch immer 36,6 % der Bevölkerung Osttimors Bahasa Indonesia sprechen, lesen und schreiben, weitere 1,7 % sprechen und lesen, 17,6 % nur lesen und 6,2 % nur sprechen. Als Muttersprache sprechen etwa 2.700 Einwohner Osttimors Bahasa Indonesia.
5.501 Staatsbürger Indonesiens leben in Osttimor. Sehr groß ist die Zahl von Osttimoresen in Indonesien, sei es als Gastarbeiter oder als Studenten.
Dangdut, eine indonesische Form des Schlagers, erfreut sich in Osttimor großer Beliebtheit. Bei der zweiten Staffel der indonesischen Gesangs-Castingshow D’Academy Asia (Ende 2016), bei der Kandidaten aus mehreren südostasiatischen Ländern teilnahmen und Dandut-Lieder gesungen wurden, erreichte die Osttimoresin Maria Vitória (MarVi) hinter drei Indonesiern den vierten Platz.
Indonesische Elemente finden sich auch in der osttimoresischen Küche.